# Хорольск (населённый пункт)
Хорольск — населённый пункт (тип: железнодорожная станция) в составе Хорольского района Приморского края, посёлок при станции  Хорольск Владивостокского отделения Дальневосточной железной дороги. Входит в Хорольское сельское поселение. 

## География
Находится в пределах Приханкайской равнины, фактически в черте села Хороль, административного центра Хорольского района.

### Климат
Климат умеренный муссонный с сухой морозной зимой и влажным жарким летом.
- Абсолютный максимум температуры воздуха: +37,4 °C.
- Абсолютный минимум температуры: -36,2 °C.
- Среднегодовая скорость ветра: 3,4 м/с.
- Период без заморозков: 165 дней (не за период 1981—2010 гг.)[2].

## История
Посёлок при станции появился при строительстве железной дороги. В селении жили семьи тех, кто обслуживал железнодорожную инфраструктуру.

## Население
| 2002 | 2008 | 2010 |
| ---- | ---- | ---- |
| 440  | ↗474 | ↘401 |

## Инфраструктура
Путевое хозяйство. Действует железнодорожная станция Хорольск. 
На станции имеется железнодорожный вокзал, погрузoчныe плoщaдки, cкладские помещения, стояночные пути.

## Транспорт
Автомобильный и железнодорожный транспорт.